# Pelin Abay
Pelin Abay (* 7. Juni 1993 in Istanbul) ist eine türkische Schauspielerin.

## Leben und Karriere
Abay wurde am 17. Juni 1993 in Istanbul geboren. Sie studierte am İstanbul Üniversitesi Devlet Konservatuvarı. Ihr Debüt gab sie 2018 in der Fernsehserie Gülizar. Im selben Jahr trat sie in einer Folge von Vatanım Sensin auf. Außerdem wurde sie 2020 für die Serie Atiye – Die Gabe gecastet. Von 2020 bis 2021 spielte Abay in Zümrüdüanka mit. Unter anderem bekam sie 2021 in der Serie Dünya Hali eine Hauptrolle. 2022 setzte sie ihre Karriere in Son Nefesime Kadar fort.

## Filmografie
Serien
- 2018: Gülizar
- 2018: Vatanım Sensin
- 2020: Atiye – Die Gabe (Atiye)
- 2020–2021: Zümrüdüanka
- 2021: Dünya Hali
- 2022: Son Nefesime Kadar